# Gran Premio de Luxemburgo
El Gran Premio de Luxemburgo fue una carrera de automovilismo que se disputó en 1997 y 1998 en el circuito de Nürburgring válido para el campeonato del mundo de Fórmula 1.
Aunque los estatutos de la FIA establecen que solamente puede haber una carrera por país en el Campeonato Mundial de Fórmula 1[cita requerida], la FIA no sigue esta regla al pie de la letra y durante muchos años se han disputado dos carreras en Alemania, Italia, y España, dándoles un nombre diferente a la segunda de las carreras. Así se creó el Gran Premio de Luxemburgo, que se disputó únicamente entre 1997 y 1998, de manera de darle un nombre diferente a la carrera disputada en el circuito de Nürburgring, que anteriormente se había llamado el Gran Premio de Europa. Ese año, el Gran Premio de Europa se disputó en España.
Entre 1949 y 1952, el Gran Premio de Luxemburgo se llevó a cabo en Findel pero no se trató de un evento de Fórmula 1.
El Gran Premio de Luxemburgo de 1997 fue memorable por la superioridad mostrada por los motores de Renault que lograron las cuatro primeras posiciones, siendo el ganador Jacques Villeneuve corriendo para Williams-Renault.

## Ganadores
Los eventos que no han formado parte del Campeonato Mundial de Fórmula 1 están señalados con un fondo en color rosado.
| Año        | Piloto             | Constructor      | Circuito       | Resultados     |
| ---------- | ------------------ | ---------------- | -------------- | -------------- |
| 1949       | Luigi Villoresi    | Ferrari          | Findel         | Resultados     |
| 1950       | Alberto Ascari     | Ferrari          | Findel         | Resultados     |
| 1951       | Alan Brown         | Cooper-Norton    | Findel         | Resultados     |
| 1952       | Les Leston         | Cooper-Norton    | Findel         | Resultados     |
| 1953- 1996 | No se disputó.     | No se disputó.   | No se disputó. | No se disputó. |
| 1997       | Jacques Villeneuve | Williams-Renault | Nürburgring    | Resultados     |
| 1998       | Mika Häkkinen      | McLaren-Mercedes | Nürburgring    | Resultados     |
| Fuente:    |                    |                  |                |                |